# The Disappearance of Eleanor Rigby: Him & Her
The Disappearance of Eleanor Rigby: Him & Her is een Amerikaanse film uit 2013 onder regie van Ned Benson. De film ging in première op 9 september op het Internationaal filmfestival van Toronto en bestaat uit twee aparte films: The Disappearance of Eleanor Rigby: Him en The Disappearance of Eleanor Rigby: Her. De film werd ook vertoond op het Filmfestival van Cannes 2014 in de sectie Un certain regard.

## Verhaal
De twee films vertellen hetzelfde verhaal van een jong getrouwd koppel in New York, enerzijds vanuit het standpunt van Eleanor Rigby en anderzijds vanuit het standpunt van Connor Ludlow. Connor werkt in zijn eigen restaurant terwijl Eleanor terug gaat studeren. Na de dood van hun zes maanden oude baby, verdwijnt Eleanor en laat Connor ontredderd achter. Zij probeert ondertussen een nieuwe start te maken, ver weg van haar echtgenoot.

## Rolverdeling
| Acteur              | Personage                  |
| ------------------- | -------------------------- |
| Jessica Chastain    | Eleanor Rigby              |
| James McAvoy        | Connor Ludlow              |
| Viola Davis         | Professor Lillian Friedman |
| William Hurt        | Julian Rigby               |
| Isabelle Huppert    | Mary Rigby                 |
| Jess Weixler        | Katy Rigby                 |
| Bill Hader          | Stuart                     |
| Ciarán Hinds        | Spencer Ludlow             |
| Archie Panjabi      |                            |
| Katherine Waterston | Charlie                    |
| Nina Arianda        | Alexis                     |

## Prijzen & nominaties
| jaar | prijs                               | categorie                                      | genomineerde(n)  | uitslag     |
| ---- | ----------------------------------- | ---------------------------------------------- | ---------------- | ----------- |
| 2014 | Filmfestival van Cannes             | Gouden Camera                                  | Ned Benson       | Genomineerd |
| 2014 | Filmfestival van Cannes             | Prix Un certain regard                         | Ned Benson       | Genomineerd |
| 2014 | Ischia Global Film & Music Festival | Ischia Actress Award                           | Jessica Chastain | Gewonnen    |
| 2015 | Image Awards                        | Outstanding Actress in a Motion Picture        | Viola Davis      | Genomineerd |
| 2015 | Black Reel Awards                   | Outstanding Supporting Actress, Motion Picture | Viola Davis      | Genomineerd |